# 湖南人文科技学院
湖南人文科技学院是一所位于中华人民共和国湖南省娄底市的全日制公立普通高等院校，创建于1978年。

## 历史
该校历史可以追溯到1978年9月成立的涟源师范学校大专班，1981年，该校更名为湖南师范学院涟源分院，1983年，湖南师范学院涟源分院脱离母体，成立涟源师范专科学校，并于同年再度易名为娄底师范专科学校，1986年，娄底地区教师进修学院并入学校。
1994年，再更名为娄底师范高等专科学校，并于2000年合并同市娄底师范学校。
2004年，中华人民共和国教育部同意娄底师范高等专科学校升格为湖南人文科技学院。2006年，涟邵集团技工学校、娄底市农科所并入湖南人文科技学院。其中，娄底市农科所并入后于2014年与生命科学系合并，成为湖南人文科技学院农业与生物技术学院。
2011年，教育部基于“服务国家特殊需求人才培养项目”，同意在湖南人文科技学院增设农业推广专业一个硕士学位点。

## 下属系部
截至2021年4月，湖南人文科技学院设有14个二级学院，53个全日制本科专业，2个专科专业。

## 学术研究机构
该校共设立6个学术研究中心，分别为梅山文化研究中心 （页面存档备份，存于）、曾国藩研究中心 （页面存档备份，存于）、湘中区域发展研究中心 （页面存档备份，存于）、农科所、应用物理研究所 （页面存档备份，存于）及精细陶瓷与粉体材料湖南省重点实验室 （页面存档备份，存于）。

## 图册
|  |  |  |
|  |  |  |